# 써니 수완메타논트

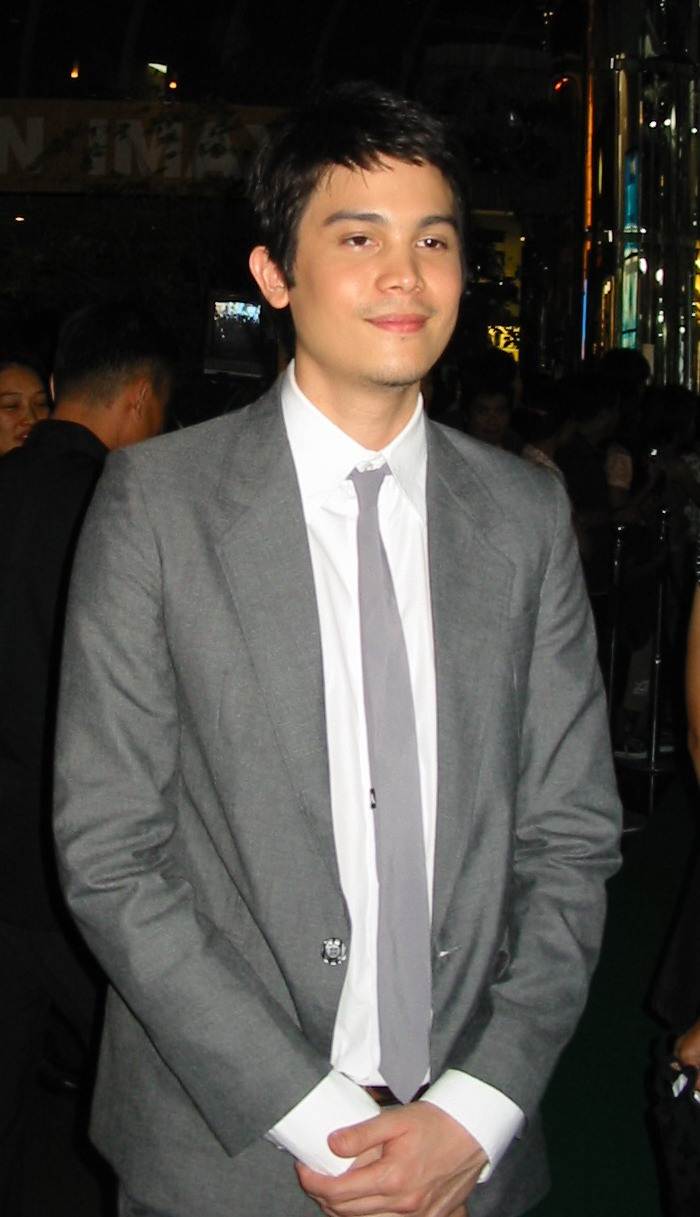

써니 수완메타논트(Sunny Suwanmethanont, 1981년 5월 18일 ~ )는 태국의 배우, 모델, 텔레비전 배우이다.
태국에서 태어났다.

## 영화
- 해피 올드 이어 (2019년)
- 브라더 오브 더 이어 (2018년) - 첫 역
- 다이 투모로우 (2017년)
- 어 기프트 (2016년)
- 괜찮아요? 프리랜서 (2015년)
- 세븐 섬씽 (2012년)